# 斎藤道雄 (記者)
斎藤 道雄（さいとう みちお、1947年2月20日 - ）は、元TBSテレビ報道局編集主幹、解説・専門記者室長。明晴学園の元校長。山梨県出身。
TBSに入社した後、報道局社会部記者、JNNワシントン支局長、『筑紫哲也 NEWS23』プロデューサー等を歴任して2007年にTBSを定年退職。現在、日本民間放送連盟報道問題研究部会幹事を務める。
ろう教育について報道し、フリースクールの龍の子学園の学校法人設立発起人会の代表を務める。

## 経歴
- 1969年：慶應義塾大学卒業、TBS入社
- 2002年：『悩む力〜べてるの家の人々』で第24回講談社ノンフィクション賞受賞

## 出演番組
- イブニング・ファイブ（JNNイブニング・ニュース）

いずれもコメンテーターとして出演し、名前のテロップは「斉藤道雄」となっていた。

## 著書
- 『原爆神話の50年: すれ違う日本とアメリカ』中央公論社（1995年）ISBN 4121012712
- 『もうひとつの手話 ろう者の豊かな世界』晶文社（1999年）ISBN 4794963955
- 『悩む力〜べてるの家の人々』みすず書房（2002年）ISBN 4622039710
- 『希望のがん治療』集英社新書（2004年）ISBN 4087202615
- 『治りませんように－べてるの家のいま』みすず書房（2010年）ISBN 4622075261
- 『きみはきみだ』子どもの未来社  2010年(教室の絵本シリーズ)
- 『手話を生きる : 少数言語が多数派日本語と出会うところで』みすず書房  2016年
- 『治したくない――ひがし町診療所の日々』みすず書房、 2020年